# 천감
천감(天監, 502년 4월 ~ 519년)은 양(梁) 무제(武帝) 소연(蕭衍)의 첫번째 연호이자 양나라의 초대 연호이다. 17년 9개월 동안 사용하였다.

## 개원
- 남제(南齊) 중흥(中興) 2년 4월 8일[1](502년 4월 30일)에 양나라 건국 후, 연호를 천감(天監)으로 건원함.[2][3][4][5]

- 천감(天監) 19년 1월 1일[6](520년 2월 4일)에 연호를 보통(普通)으로 개원함.[7][8][9][5]

## 연대 대조표
| 천감        | 원년                | 2년        | 3년                 | 4년        | 5년             | 6년        | 7년                 | 8년        | 9년        | 10년       |
| 서기        | 502년               | 503년      | 504년               | 505년      | 506년           | 507년      | 508년               | 509년      | 510년      | 511년      |
| 간지        | 임오(壬午)          | 계미(癸未) | 갑신(甲申)          | 을유(乙酉) | 병술(丙戌)      | 정해(丁亥) | 무자(戊子)          | 기축(己丑) | 경인(庚寅) | 신묘(辛卯) |
| 북위 (北魏) | 경명(景明) 3년      | 4년        | 5년 정시(正始) 원년 | 2년        | 3년             | 4년        | 5년 영평(永平) 원년 | 2년        | 3년        | 4년        |
| 천감        | 11년                | 12년       | 13년                | 14년       | 15년            | 16년       | 17년                | 18년       |            |            |
| 서기        | 512년               | 513년      | 514년               | 515년      | 516년           | 517년      | 518년               | 519년      |            |            |
| 간지        | 임진(壬辰)          | 계사(癸巳) | 갑오(甲午)          | 을미(乙未) | 병신(丙申)      | 정유(丁酉) | 무술(戊戌)          | 기해(己亥) |            |            |
| 북위 (北魏) | 5년 연창(延昌) 원년 | 2년        | 3년                 | 4년        | 희평(熙平) 원년 | 2년        | 3년 신귀(神龜) 원년 | 2년        |            |            |

## 동시대 연호

### 중국
북위(北魏)
- 경명(景明) (500년 ~ 504년)
- 정시(正始) (504년 ~ 508년)
- 영평(永平) (508년 ~ 512년)
- 연창(延昌) (512년 ~ 515년)
- 희평(熙平) (516년 ~ 518년)
- 신귀(神龜) (518년 ~ 520년)

고창국(高昌國)
- 승평(承平) (502년 ~ 510년)
- 의희(義熙) (510년 ~ 525년)

기타 정권
- 여구아(呂苟兒)/왕법지(王法智) 건명(建明) (506년)
- 진첨(陳瞻) 성명(聖明) (506년)
- 원유(元愉) 건평(元愉) (508년)

### 몽골
유연(柔然)
- 태안(太安) (492년 ~ 505년)
- 시평(始平) (506년 ~ 507년)
- 건창(建昌) (508년 ~ 520년)

## 같이 보기
- 중국의 연호 목록